# Tony Kushner
Anthony Robert "Tony" Kushner (Nova Iorque, 16 de julho de 1956) é uma dramaturgo e roteirista americano premiado com o Prémio Pulitzer de Teatro pela sua peça Angels in America: A Gay Fantasia on National Themes. Escreveu, com Eric Roth, o filme Munique (2005), realizado por Steven Spielberg, sendo indicado ao Oscar de melhor roteiro adaptado.
Filho de uma família judia, nasceu em Manhattan, Nova Iorque, mas os seus pais, William Kushner e Sylvia (Deutscher) Kushner, ambos formados em música clássica, mudaram-se pouco depois do seu nascimento para Lake Charles, na Louisiana. Kushner regressou a Nova Iorque em 1974 para iniciar os seus estudos universitários na Universidade de Columbia, onde se formou em Literatura Inglesa em 1978. Fez também uma pós-graduação em encenação teatral na Universidade de Nova Iorque, que concluiu em 1984.
Angels in America é uma peça em duas partes: a primeira denominada Millennium Approaches (O Milénio está à porta) e a segunda Peresttroika. Entre as suas outras peças incluem-se Hydrotaphia, Slavs!: Thinking About the Longstanding Problems of Virtue and Happiness, A Bright Room Called Day, Homebody/Kabul, e o guião para o musical Caroline, or Change. A sua recente tradução da Mãe Coragem e Seus Filhos de Bertolt Brecht foi levada ao palco no Teatro Delacorte no Verão de 2006, com Meryl Streep como protagonista e com encenação de George C. Wolfe. Também é o autor da adaptação da peça The Dybbuk de S. Ansky.
Em Janeiro de 2006 foi estreado no Sundance Film Festival um documentário sobre Kushner chamado Wrestling With Angels, com realização de Freida Lee Mock.
Em Abril de 2003 ele e o seu companheiro de longa data, o editor da revista Entertainment Weekly, Mark Harris, casaram em Nova Iorque.

## Antissionismo
As críticas de Kushner ao tratamento dado aos palestinos pelo Israel e ao aumento do fundamentalismo religioso na política e na cultura israelense criaram uma certa desconfiança por parte da comunidade judaica norte-americana e, no início de 2006, deu causa a oposição à entrega de um título de "Doutor Honoris Causa" pela Universidade Brandeis, por parte da Organização Sionista da Norte-americana, que pressionou a universidade para rescindir o convite sem sucesso.
Em sua defesa, Kushner alegou que suas citações foram "grosseiramente descaracterizadas" e que não era verdade que apoiaria a Solução de Um Estado. No entanto, posteriormente ele se mostrou favorável a uma fusão entre o Estado de Israel e o Estado da Palestina.

## Obra
Kushner publica a sua obra nas editoras T C G e Broadway Play Publishing Inc.

### Teatro
- The Age of Assassins, New York, Newfoundland Theatre, 1982.
- La Fin de la Baleine: An Opera for the Apocalypse, New York, Ohio Theatre, 1983.
- The Umbrella Oracle, Martha's Vineyard, The Yard, Inc..
- Last Gasp at the Cataract, Martha's Vineyard, The Yard, Inc., 1984.
- Yes, Yes, No, No: The Solace-of-Solstice, Apogee/Perigee, Bestial/Celestial Holiday Show, produzida em St. Louis, Missouri, Imaginary Theatre Company, Repertory Theatre of St. Louis, 1985, publicada em Plays in Process, 1987.
- Stella (adaptação da peça de Johann Wolfgang von Goethe), produzida em New York City, 1987.
- A Bright Room Called Day, produzida em New York, Theatre 22, 22 de April de 1985; San Francisco, Eureka Theatre, Outubro de 1987; London, Bush Theatre, 1988), Broadway Play Publishing, 1991.
- The Heavenly Theatre, produzida em New York University, Tisch School of the Arts, 1986.
- In Great Eliza's Golden Time, produzida em St. Louis, Missouri, Imaginary Theatre Company, Repertory Theatre of St. Louis, 1986.
- Hydriotaphia, produzida em New York City, 1987  (baseada na vida de Sir Thomas Browne)
- The Illusion (adaptação da peça de Pierre Corneille, L'Illusion comique; produzidaa em New York City, 1988, versão revista produzida em Hartford, CT, 1990), Broadway Play Publishing, 1991.
- In That Day (Lives of the Prophets), New York University, Tisch School of the Arts, 1989.
- (With Ariel Dorfman) Widows (adaptação do livro de Ariel Dorfman), produzida em Los Angeles, CA, 1991.
- Angels in America: A Gay Fantasia on National Themes, Part One: Millennium Approaches (produzida em San Francisco, 1991), Hern, 1992.
- Angels in America: A Gay Fantasia on National Themes, Part Two: Perestroika, produzida em New York City, 1992.
- Angels in America: A Gay Fantasia on National Themes (includes both parts), Theatre Communications Group (New York, NY), 1995.
- Slavs! Thinking About the Longstanding Problems of Virtue and Happiness, Theatre Communications Group, 1995.
- Reverse Transcription: Six Playwrights Bury a Seventh, A Ten-Minute Play That's Nearly Twenty Minutes Long, Louisville, Humana Festival of New American Plays, Actors Theatre of Louisville, March 1996.
- A Dybbuk, or Between Two Worlds (adaptação da transcrição de Joachim Neugroschel da peça original por S. Ansky; produzida em New York City no Joseph Papp Public Theater, 1997), Theatre Communications Group, 1997.
- The Good Person of Szechuan (adaptação da peça de Bertolt Brecht), Arcade, 1997.
- (Com Eric Bogosian e outros) Love's Fire: Seven New Plays Inspired by Seven Shakespearean Sonnets, Morrow, 1998.
- Terminating, or Lass Meine Schmerzen Nicht Verloren Sein, or Ambivalence, in Love's Fire, Minneapolis, Guthrie Theater Lab, 7 de Janeiro de 1998; New York: Joseph Papp Public Theater, 19 de Junho de 1998.
- Henry Box Brown, or the Mirror of Slavery, produzida at the Royal National Theare, London, 1998.
- Homebody/Kabul, encenada em New York City, 19 de Dezembro de 2001.
- Caroline, or Change (musical), estreada em New York no Joseph Papp Public Theater, 2002.
- (Director)Ellen McLaughlin, Helen, estreada no the Joseph Papp Public Theater, 2002.
- Only We Who Guard The Mystery Shall Be Unhappy, 2003.
- Tradução “liberal”—mas expressamente “não uma adaptação”—da peça de Brecht, Mãe Coragem e Seus Filhos (2006)[5]

### Livros
- A Meditation from Angels in America, HarperSan Francisco, 1994.
- Thinking about the Longstanding Problems of Virtue and Happiness: Essays, a Play, Two Poems, and a Prayer, Theatre Communications Group (New York, NY), 1995.
- Howard Cruse, Stuck Rubber Baby, introdução por Kushner (New York: Paradox Press, 1995).
- David B. Feinberg, Queer and Loathing: Rants and Raves of a Raging AIDS Clone, introdução por Kushner (New York: Penguin, 1995).
- David Wojnarowicz, The Waterfront Journals, editado por Amy Scholder, introdução por Kushner (New York: Grove, 1996).
- "Three Screeds from Key West: For Larry Kramer," em We Must Love One Another or Die: The Life and Legacies of Larry Kramer, editado por Lawrence D. Mass (New York: St. Martin's Press, 1997), pp. 191–199.
- Moises Kaufman, Gross Indecency, posfacio por Kushner (New York: Vintage, 1997), pp. 135–143.
- Plays by Tony Kushner (New York: Broadway Play Publishing, 1999). Inclui:
  - A Bright Room called Day
  - The Illusion
  - Slavs! Thinking About the Longstanding Problems of Virtue and Happiness
- Death & Taxes: Hydrotaphia, and Other Plays, Theatre Communications Group (New York, NY), 2000. Includes:
  - Reverse transcription
  - Hydriotaphia: or the Death of Dr. Browne, (adaptação de Hydriotaphia, Urn Burial (Uma descrição imaginária do personagem de Sir Thomas Browne sem base real)
  - G. David Schine in Hell
  - Notes on Akiba
  - Terminating
  - East Coast Ode to Howard Jarvis
- Brundibar, ilustrado porMaurice Sendak, Hyperion Books for Children, 2003.
- Peter's Pixie, por Donn Kushner, illustrado por Sylvie Daigneault, introdução por Tony Kushner, Tundra Books, 2003
- The Art of Maurice Sendak: 1980 to the Present, 2003
- Save Your Democratic Citizen Soul!: Rants, Screeds, and Other Public Utterances
- Wrestling with Zion: Progressive Jewish-American Responses to the Israeli-Palestinian Conflict, com Alisa Solomon, Grove, 2003.

### Artigos e outras contribuições para revistas
- "The Secrets of Angels," New York Times, 27 de Março de 1994, p. H5.
- "The State of the Theatre," Times Literary Supplement, 28 de Abril de 1995, p. 14.
- "The Theater of Utopia," Theater, 26 (1995): 9-11.
- "The Art of the Difficult," Civilization, 4 (Agosto/Setembro 1997): 62-67.
- "Notes About Political Theater," Kenyon Review, 19 (Verão/Outono 1997): 19-34.
- "Wings of Desire," Premiere, Outubro 1997: 70.
- "Fo's Last Laugh--I," Nation, 3 de Novembro de 1997: 4-5.
- "Matthew's Passion," Nation, 9 de Novembro de 1998
- "A Modest Proposal," American Theatre, Janeiro 1998: 20-22, 77-89.
- "A Word to Graduates: Organize!," Nation, 1 de Julho de 2002.
- "Only We Who Guard The Mystery Shall Be Unhappy," Nation, 24 de Março de 2003.

### Outras obras
- La Fin de la Baleine: An Opera for the Apocalypse, (opera) 1983
- St. Cecilia or The Power of Music, (libretto de ópera baseado na história do século XVII de Heinrich von Kleist, Die heilige Cäcilie oder Die Gewalt der Musik, Eine Legende)
- Caroline or Change, (musical)
- Brundibar, (ópera em colaboração com Maurice Sendak)
- Munique, filme por Steven Spielberg, (2005) - co-autor do argumento

## Entrevistas
- Gerard Raymond, "Q & A With Tony Kushner," Theatre Week (20-26 de Dezembro de 1993): 14-20.
- Mark Marvel, "A Conversation with Tony Kushner," Interview, (24 de Fevereiro de 1994): 84.
- David Savran, "Tony Kushner," em Speaking on Stage: Interviews with Contemporary American Playwrights, editado por Philip C. Kolin e Colby H. Kullman (Tuscaloosa: University of Alabama Press, 1996), pp. 291–313.
- Robert Vorlicky, ed., Tony Kushner in Conversation (Ann Arbor: University of Michigan Press, 1998).
- Victor Wishna, "Tony Kushner," em In Their Company: Portraits of American Playwrights ((em inglês)), Fotografias de Ken Collins, Entrevistas por Victor Wishna (New York: Umbrage Editions, 2006).

## Carreira
- United Nations Plaza Hotel, New York City, telefonista, 1979-85
- St. Louis Repertory Theatre, assistente do encenador, 1985-86
- New York Theatre Workshop, director artístico, 1987-88
- Theatre Communication Group, New York City, director de serviços literários, 1990-91
- Juilliard School of Drama, New York City, dramaturgo residente, 1990-92
- Professor convidado da New York University Graduate Theatre Program, Yale University, e Princeton University, desde 1989.

## Prémios
- Emmy Award
- Prémio Pulitzer de Teatro
- Dois Tony Awards
- Evening Standard Award
- OBIE
- New York Drama Critics Circle Award
- American Academy of Arts and Letters Award
- Whiting Writers Fellowship
- Lila Wallace/Reader's Digest Fellowship
- National Foundation of Jewish Culture, Cultural Achievement award
- Doutor Honoris Causa pela Pace University em 25 de Maio de 2004
- Doutor Honoris Causa pela Brandeis University em 21 de Maio de 2006